# Коэч, Айзея
Исайя Киплангат Коэч — кенийский бегун на длинные дистанции, который специализируется в беге на 5000 метров. Двукратный чемпион мира по кроссу среди юниоров в командном первенстве. Чемпион мира среди юношей 2009 года на дистанции 3000 метров. Экс-рекордсмен мира среди юниоров в беге на 3000 метров в помещении и действующий рекордсмен мира на дистанции 5000 метров в помещении.
6 июля 2012 года на этапе Бриллиантовой лиги IAAF в Париже занял 3-е место в беге на 5000 метров с результатом  12:48.64 — это 8-е место в списке самых быстрых бегунов на этой дистанции. На чемпионате мира в Тэгу занял 4-е место. На чемпионате Кении 2012 года занял 1-е место, тем самым гарантировал себе участие на Олимпиаде в Лондоне. На олимпийских играх он занял 5-е место с результатом 13.43,83.

## Сезон 2014 года
9 февраля 2014 года занял 3-е место в беге на 3000 метров на Indoor Flanders Meeting.